# Парламент Верхньої Канади
Парламент Верхньої Канади — законодавчий орган провінції Верхня Канада у складі Британської Канади. Орган було створено у 1791 році відповідно до Конституційного акту внаслідок відокремлення Нижньої Канади (колишньої провінції Квебек).
Як і інші законодавчі органи Вестмінстерської системи, Парламент Верхньої Канади складався з трьох частин:
- Корона Сполученого Королівства, представлена лейтенантом-губернатором Верхньої Канади та Виконавчою радою при ньому;
- Законодавча рада Верхньої Канади (верхня палата, яка призначалася);
- Законодавча асамблея Верхньої Канади (нижня палата, яка обиралася).

Унаслідок повстань 1837—1838 років та звіту лорда Дарема Верхня та Нижня Канади були возз'єднані у 1841 році в провінцію Канада. Таким чином, Парламент Верхньої Канади був замінений Парламентом провінції Канади.